# Pius Jin Peixian
Pius Jin Peixian (chinesisch 金沛獻; * 16. März 1924; † 4. November 2008) war katholischer Erzbischof von Liaonin (Shenyang). 
Pius Jin Peixian empfing 1951 die Priesterweihe in Shanghai. Er lehrte in Peking und war von 1952 bis 1956 Buchhalter in einer Fabrik. 1957 war er als Priester tätig und wurde 1958 wegen „konterrevolutionärer Verbrechen“ verurteilt, war bis 1968 inhaftiert und anschließend in eine landwirtschaftliche Kommune zum Arbeitsdienst verbannt.
Ab 1980 war er wieder als Seelsorger tätig. 1989 wurde er zum Erzbischof der 1946 von der Kurie anerkannten Erzdiözese in Shenyang geweiht. Als Mittelsmann zwischen dem Heiligen Stuhl und der Chinesisch Katholisch-Patriotischen Vereinigung spielte er eine wesentliche Rolle im chinesischen Katholizismus. Er war langjähriger stellvertretender Vorsitzender der vom Vatikan nicht anerkannten Konferenz der chinesischen Bischöfe.
Im Juni 2008 hatte er die Amtsgeschäfte an Paul Pei Junmin übergeben.